# オナガフクロウ

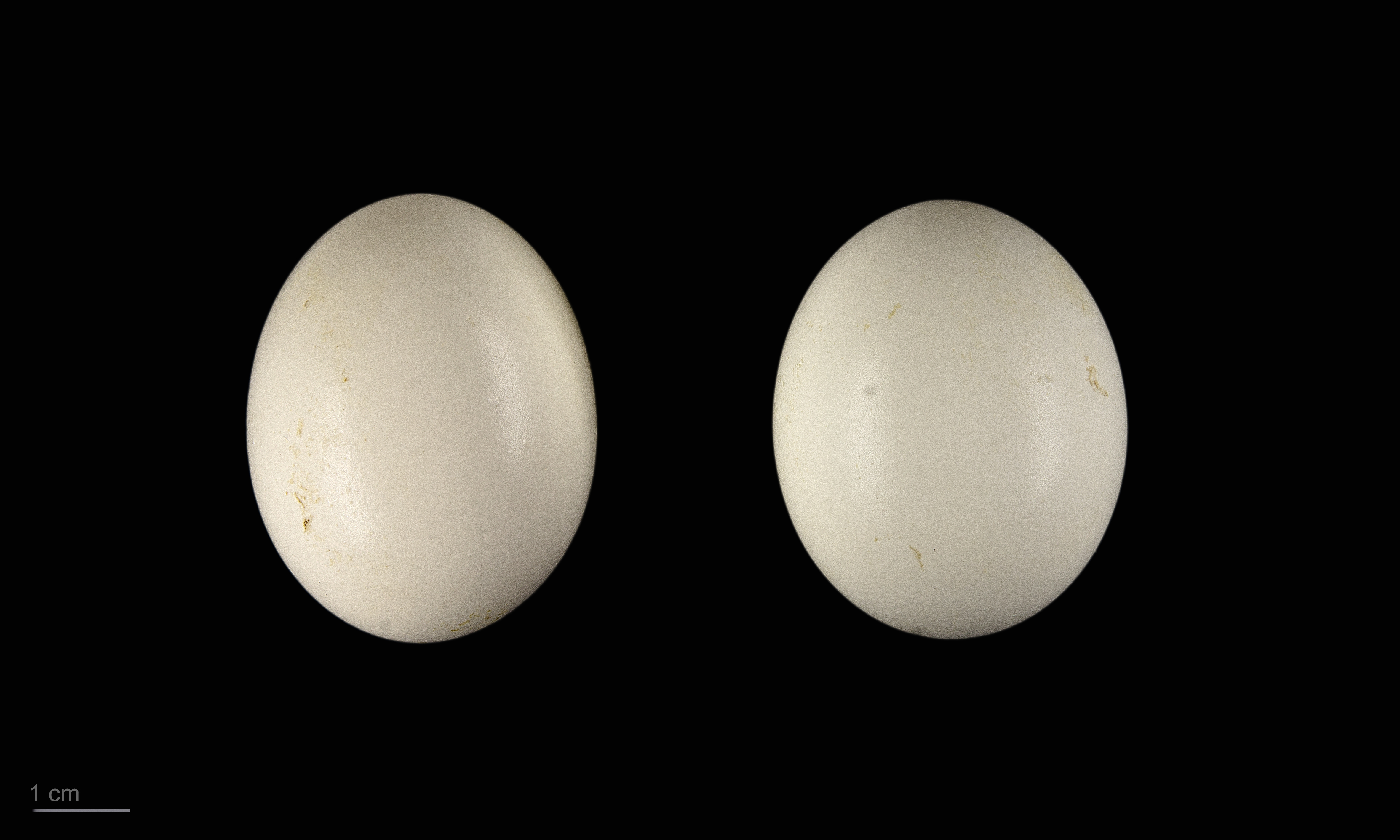
Surnia ulula ulula

オナガフクロウ（尾長梟、学名：Surnia ulula）は，フクロウ目フクロウ科の鳥類の一種。